# Sterlitamak (meteoryt)
Sterlitamak – meteoryt żelazny, który spadł 17 maja 1990 roku o godzinie 23:20 miejscowego czasu w Rosji, na przedgórzu Uralu, 20 km na zachód od miasta Sterlitamak.
Upadek meteorytu poprzedził przelot jasnego bolidu o  jasności  ok. -5 magnitudo z południa na północ. Według relacji świadków tor upadku był pod kątem 45°. Świecący bolid był widoczny aż do upadku, po czym słyszano kilka eksplozji. Krater uderzeniowy znaleziono 19 maja. Miał głębokość 4,5–5 m, strome ściany o wysokości 3 m i ciągłe obrzeże p grubości 60–70 cm. Krater otaczały promienie wyrzuconej materii, z których najdłuższe były skierowane na północ.
Ocenia się, że meteoryt Sterlitamak przed uderzeniem w ziemię ważył 1–1,5 tony i tworzył bryłę o wymiarach 100 × 100 × 28 cm. Poza licznymi odłamkami o masie od kilku do kilkuset gramów zebranymi na powierzchni ziemi, na głębokości 8 m znaleziono fragmenty o masie 3 i 6 kg. W 1991 roku na głębokości 12 m odkryto okaz ważący 315 kg.